# Arrow (1.ª temporada)
A primeira temporada da série de televisão de ação estadunidense Arrow estreou na The CW em 10 de outubro de 2012, às 20h e foi concluída em 5 de maio de 2013, com um total de 23 episódios, depois que a emissora encomendou uma temporada completa em 22 de outubro de 2012. A série é baseada no personagem Arqueiro Verde da DC Comics, um criminoso fantasiado criado por Mort Weisinger e George Papp, e se passa no Universo Arrow, compartilhando continuidade com outras séries de televisão do Universo Arrow. Os produtores desta temporada foram Greg Berlanti, Marc Guggenheim e Andrew Kreisberg. Stephen Amell estrela como Oliver Queen, com os principais membros do elenco Katie Cassidy como Laurel Lance, Colin Donnell como Tommy Merlyn, David Ramsey como John Diggle, Willa Holland como Thea Queen, Susanna Thompson como Moira Queen e Paul Blackthorne como Quentin Lance.
A série segue o playboy bilionário Oliver Queen (Stephen Amell), que afirmou ter passado cinco anos naufragado em Lian Yu, uma ilha misteriosa no Mar da China do Norte, antes de voltar para Starling City (mais tarde renomeada como "Star City") para combater o crime e a corrupção como um vigilante secreto cuja arma de escolha é um arco e flecha. Na primeira temporada, Oliver retorna a Starling City e se reencontra com sua mãe, Moira (Susanna Thompson), sua irmã, Thea (Willa Holland), e seu amigo, Tommy Merlyn (Colin Donnell). Oliver reacende seus relacionamentos, enquanto passa suas noites caçando e às vezes matando criminosos como um vigilante encapuzado, conhecido como O Capuz. Ele descobre a conspiração de Malcolm Merlyn (John Barrowman) para destruir "Os Glades", uma parte mais pobre da cidade que foi dominada pelo crime. John Diggle (David Ramsey) e Felicity Smoak (Emily Bett Rickards) auxiliam Oliver em sua cruzada. Oliver também se reconecta com a ex-namorada, Laurel Lance (Katie Cassidy), que ainda está zangada com seu papel na suposta morte de sua irmã, Sara, enquanto seu pai, o detetive Quentin Lance (Paul Blackthorne), suspeita que Oliver seja o vigilante. A temporada traz flashbacks do primeiro ano de Oliver na ilha, e como isso o mudou, enquanto tentava impedir uma força mercenária que visava a economia chinesa. Depois de ser salvo pelo Capuz, Roy Harper (Colton Haynes) tenta encontrá-lo para treiná-lo para que possa ajudar os outros.
A produção do piloto começou em março de 2012 em Vancouver, Colúmbia Britânica, Canadá. As filmagens para o resto da temporada começaram em 18 de julho de 2012 e terminaram em 18 de abril de 2013. A temporada foi geralmente bem recebida pela crítica e teve uma média de 3,68 milhões de espectadores por semana. A interpretação de Oliver Queen / Arqueiro por Amell foi comparada a Katniss Everdeen de The Hunger Games, enquanto a temporada em si ainda estava procurando por sua própria identidade. A temporada anhou vários prêmios, incluindo vinte e uma indicações em várias categorias. A temporada foi lançada em DVD e Blu-ray em 17 de setembro de 2013. A série foi renovada para uma segunda temporada em 11 de fevereiro de 2013.

## Elenco e personagens

### Principal
- Stephen Amell como Oliver Queen / Capuz
- Katie Cassidy como Laurel Lance
- Colin Donnell como Tommy Merlyn
- David Ramsey como John Diggle
- Willa Holland como Thea Queen
- Susanna Thompson como Moira Queen
- Paul Blackthorne como Quentin Lance

### Recorrente
- Jamey Sheridan como Robert Queen
- Kelly Hu como Chien Na Wei / China White
- Emily Bett Rickards como Felicity Smoak[a]
- John Barrowman como Malcolm Merlyn / Arqueiro Negro
- Jessica De Gouw como Helena Bertinelli / Caçadora
- Colin Salmon como Walter Steele
- Annie Ilonzeh como Joanna De La Vega
- Roger Cross como Lucas Hilton
- Byron Mann como Yao Fei
- Janina Gavankar como McKenna Hall
- Manu Bennett como Slade Wilson
- Christie Laing como Carly Diggle[b]
- Colton Haynes como Roy Harper
- Alex Kingston como Dinah Lance
- Jeffrey Nordling como Frank Bertinelli
- Sebastian Dunn como Edward Fyers
- Celina Jade como Shado
- Chin Han como Frank Chen
- Adrian Holmes como Frank Pike
- Jarod Joseph como Alan Durand

### Convidados
- Kathleen Gati como Raisa
- Michael Rowe como Floyd Lawton / Pistoleiro[c]
- Kyle Schmid como Kyle Reston
- Tahmoh Penikett como Nick Salvati
- Brian Markinson como Adam Hunt
- Jacqueline MacInnes Wood como Sara Lance
- Emma Bell como Emily Nocenti
- Andrew Dunbar como Garfield Lynns
- Ben Browder como Ted Gaynor
- Seth Gabel como o conde
- Chelah Horsdal como Kate Spencer
- Currie Graham como Derek Reston
- Sarah-Jane Redmond como Sra. Reston
- David Anders como Cyrus Vanch
- John Cassini como Russo
- James Callis como Winnick Norton / Dodger
- Danny Nucci como Raynes
- Ona Grauer como Vivian
- Audrey Marie Anderson como Lyla Michaels
- J. August Richards como Sr. Blank

## Episódios
| N.º na série | N.º na temp. | Título                                                                   | Dirigido por    | Escrito por                                                                                      | Exibição original       | Audiência (milhões) |
| --- | ------------ | ------------------------------------------------------------------------ | --------------- | ------------------------------------------------------------------------------------------------ | ----------------------- | ------------------- |
| 1 | 1            | "Pilot" "(Piloto)" (BR)                                                  | David Nutter    | História por : Greg Berlanti & Marc Guggenheim Roteiro por : Andrew Kreisberg & Marc Guggenheim  | 10 de outubro de 2012   | 4.14                |
| Após um violento acidente de navio, o playboy milionário Oliver Queen desapareceu e foi dado como morto por cinco anos, até ser descoberto vivo em uma remota ilha no Pacífico. Quando volta para casa em Starling City, sua dedicada mãe, Moira, sua amada irmã, Thea, e seu melhor amigo, Tommy, o dão as boas vindas ao seu lar, porém sentem que Oliver voltou mudado. Ao passo que Oliver esconde a verdade sobre o homem que se tornou, ele tenta desesperadamente consertar os erros que cometeu como o menino que era. Mas particularmente, ele busca reconciliação com sua ex-namorada, Laurel Lance. |              |                                                                          |                 |                                                                                                  |                         |                     |
| 2 | 2            | "Honor Thy Father" "(Honra Teu Pai)" (BR)                                | David Barrett   | História por : Greg Berlanti & Marc Guggenheim Roteiro por : Andrew Kreisberg & Marc Guggenheim  | 17 de outubro de 2012   | 3.55                |
| Oliver vai para o tribunal para obter a sua certidão de óbito revogado e está agradavelmente surpreso ao encontrar Laurel, que está lá processando Martin Somers, um criminoso com laços com a Tríade chinesa. Oliver reconhece nome de Martin do livro de seu pai e planeja derrubá-lo. a Tríada dá a ordem para Martin para "cuidar" de Laurel assim que enviar o seu mercenário - China White - depois dela, um ato que culmina em uma batalha entre o Arqueiro e China White. Enquanto isso, Moira e seu namorado e colega de empresa Walter pedem para Oliver para assumir a empresa. |              |                                                                          |                 |                                                                                                  |                         |                     |
| 3 | 3            | "Lone Gunmen" "(Pistoleiros Solitários)" (BR)                            | Guy Bee         | História por : Greg Berlanti & Andrew Kreisberg Roteiro por : Marc Guggenheim & Andrew Kreisberg | 24 de outubro de 2012   | 3.51                |
| Oliver se surpreende quando alguém atira e mata um de seus alvos. Como seu plano é trazer as pessoas à justiça e não matá-los, Oliver não aprecia a ajuda e procura o atirador. Ele logo descobre que o homem, Pistoleiro, está tirando os empresários que estão programados para lance em um leilão em uma empresa de energia e Walter é um dos licitantes. Percebendo que ele não pode proteger a sua família e parar o Pistoleiro, ao mesmo tempo, Oliver pede ajuda ao detetive Quentin Lance, mas seu plano tem consequências terríveis. Enquanto isso, Laurel e Tommy são pegos em uma situação embaraçosa com Oliver. |              |                                                                          |                 |                                                                                                  |                         |                     |
| 4 | 4            | "An Innocent Man" "(Um Homem Inocente)" (BR)                             | Vince Misiano   | Moira Kirland & Lana Cho                                                                         | 31 de outubro de 2012   | 3.05                |
| Oliver ainda não descobriu como voltar nas graças de Laurel, mas uma conversa tarde da noite com Thea dá-lhe a inspiração de que precisa dela. Olhando em um caso de um assassinato suspeito, Oliver encontra um homem inocente, Peter Declan, que foi enquadrado por um dos alvos da sua lista. Como arqueiro, ele pede a Laurel para ajudar a provar a inocência de Declan. Enquanto isso, Walter pede a um de seus empregados, Felicity Smoak, a investigar uma retirada de 2,6 milhões de dólares que Moira fez sem o seu conhecimento. |              |                                                                          |                 |                                                                                                  |                         |                     |
| 5 | 5            | "Damaged" "(Danificado)" (BR)                                            | Michael Schultz | Wendy Mericle & Ben Sokolowski                                                                   | 7 de novembro de 2012   | 3.75                |
| Após o detetive Lance prender Oliver por assassinato, Oliver diz a Moira o único advogado que ele vai permitir para representá-lo é Laurel. Laurel pega o caso que a coloca em conflito com seu pai. Oliver se oferece para por um polígrafo , mas as coisas ficam tensas quando Lance pergunta se havia mais alguém na ilha com ele. Oliver lembra de quando ele conseguiu sua primeira cicatriz, cortesia do Exterminador. |              |                                                                          |                 |                                                                                                  |                         |                     |
| 6 | 6            | "Legacies" "(Legados)" (BR)                                              | John Behring    | Moira Kirland & Marc Guggenheim                                                                  | 14 de novembro de 2012  | 3.83                |
| Uma gangue de ladrões de banco, chamada de "Gangue Royal Flush", roubam um banco local e ferem gravemente um policial fora de serviço durante um assalto. Diggle diz a Oliver, que ele precisa desfocar da lista de seu pai e começar a ajudar os cidadãos de Starling City. Enquanto isso, Tommy pede a Thea um conselho sobre relacionamentos, mas as coisas ficam estranho quando ela percebe que ele estava perguntando sobre Laurel. Moira reclama dos desaparecimentos recentes de Oliver no meio de funções da família. |              |                                                                          |                 |                                                                                                  |                         |                     |
| 7 | 7            | "Muse of Fire" "(Musa de Fogo)" (BR)                                     | David Grossman  | História por : Andrew Kreisberg Roteiro por : Geoff Johns & Marc Guggenheim                      | 28 de novembro de 2012  | 3.74                |
| Oliver encontra uma misteriosa mulher, Helena Bertinelli, filha do chefe da máfia Frank Bertinelli, mas ele logo se dá conta de que ela está escondendo segredos perigosos. Helena está em sua própria missão de vingança pessoal e Oliver é pego no meio. Enquanto isso, Tommy é pego de surpresa por uma volta infeliz de eventos e Laurel é chamada para apoiá-lo. |              |                                                                          |                 |                                                                                                  |                         |                     |
| 8 | 8            | "Vendetta" "(Vendeta)" (BR)                                              | Ken Fink        | Beth Schwartz & Andrew Kreisberg                                                                 | 5 de dezembro de 2012   | 3.35                |
| Oliver e Helena estão cada vez mais próximos, portanto Oliver treina a garota para se tornar sua aliada, inclusive mostrando a ela como usar o arco. Diggle desaprova a escolha do herói em compartilhar seu segredo com Helena, uma vez que não confia na recém-chegada. No entanto, Oliver se recusa a ouvir os conselhos do aliado sobre o assunto. Mais tarde, a busca por vingança de Helena se torna algo grande demais para Oliver lidar. Ela mata o chefe da Triad, o que faz com que tudo se torne um grande inferno. |              |                                                                          |                 |                                                                                                  |                         |                     |
| 9 | 9            | "Year's End" "(Fim de Ano)" (BR)                                         | John Dahl       | História por : Greg Berlanti & Marc Guggenheim Roteiro por : Andrew Kreisberg & Marc Guggenheim  | 12 de dezembro de 2012  | 3.11                |
| Oliver descobre que, após o seu sumiço e o de seu pai, Moira e Thea pararam de celebrar o Natal. Determinado a compensar pelo tempo perdido e restaurar a normalidade à casa dos Queen, Oliver decide organizar uma festa natalina. Enquanto isso, Tommy pede para Laurel passar a data comemorativa ao seu lado, porém ela o lembra que o Natal também marca o aniversário de Sara, portanto precisa ficar ao lado do pai. O melhor amigo de Oliver sugere uma mudança que pode representar a melhor forma para lidar com a perda, porém Laurel não está certa de que seu pai está preparado para isso. Ao mesmo tempo, Diggle revela para Oliver que alguém está matando as pessoas da lista de seu pai usando flechas como arma. A informação leva Oliver a enfrentar seu mais forte adversário até hoje. |              |                                                                          |                 |                                                                                                  |                         |                     |
| 10 | 10           | "Burned" "(Queimado)" (BR)                                               | Eagle Egilsson  | Moira Kirland & Ben Sokolowski                                                                   | 16 de janeiro de 2013   | 3.06                |
| A confiança de Oliver é abalada após ter sido espancado pelo Dark Archer/Arqueiro Negro e ele faz uma pausa na vida de arqueiro. No entanto, quando Laurel chama o arqueiro para ajudar a investigar morte suspeita de um bombeiro, ele concorda na hora, mas sua hesitação ao lutar quase lhe custa a vida. Enquanto isso, Tommy lança um benefício para os bombeiros e Thea tenta tirar Moira fora de seu estado depressivo. |              |                                                                          |                 |                                                                                                  |                         |                     |
| 11 | 11           | "Trust But Verify" "(Confie, Mas Verifique)" (BR)                        | Nick Copus      | Gabrielle Stanton                                                                                | 23 de janeiro de 2013   | 3.14                |
| A próxima pessoa na lista do Arqueiro é o comandante e mentor de Diggle do Afeganistão, Ted Gaynor. Oliver suspeita que Ted é responsável por recentes assaltos a caminhões blindados, mas Diggle defende Ted e aceita um emprego na empresa de Ted como segurança para manter o olho nele. Oliver decide fazer um atentado á Ted, o que o coloca em conflito com Diggle. Enquanto isso, Thea suspeita que Moira está tendo um caso com Malcolm Merlyn. Tommy e Laurel têm um jantar estranho com Malcolm. |              |                                                                          |                 |                                                                                                  |                         |                     |
| 12 | 12           | "Vertigo" "(Vertigo)" (BR)                                               | Wendey Stanzler | Wendy Mericle & Ben Sokolowski                                                                   | 30 de janeiro de 2013   | 2.97                |
| Thea está em apuros com a polícia depois que ela é pega usando uma droga chamada "Vertigo". Oliver acha que a única maneira de mantê-la fora da cadeia é encontrar o comerciante, um homem que atende pelo nome de "Conde". Oliver pede ajuda para McKenna Hall, uma antiga paixão e atual vice-policial. Enquanto isso, Laurel entra em cena para defender Thea, e Felicity dá Oliver algumas notícias perturbadoras sobre Moira. |              |                                                                          |                 |                                                                                                  |                         |                     |
| 13 | 13           | "Betrayal" "(Traição)" (BR)                                              | Guy Bee         | Lana Cho & Beth Schwartz                                                                         | 6 de fevereiro de 2013  | 2.96                |
| Cyrus Vanch, um criminoso abominável, foi recentemente libertado da prisão e tem a intenção de voltar a garantir sua posição como líder do submundo. Seu primeiro passo é derrubar seu maior adversário na cidade - o Arqueiro. Enquanto isso, Oliver mostra á Moira o livro de seu pai e pergunta sobre os nomes da lista. Thea começa seu estágio com Laurel no escritório de assistência jurídica e o Detective Lance comete um erro fatal que coloca Laurel na mira de Vanch. |              |                                                                          |                 |                                                                                                  |                         |                     |
| 14 | 14           | "The Odyssey" "(A Odisseia)" (BR)                                        | John Behring    | História por : Greg Berlanti & Andrew Kreisberg Roteiro por : Andrew Kreisberg & Marc Guggenheim | 13 de fevereiro de 2013 | 3.29                |
| Depois de Oliver ser alvejado, aparece uma pessoa surpreendente para ajudar - Felicity. Diggle fica chocado quando vê Felicity caminhar através da porta da frente do covil do arqueiro arrastando um Oliver quase morrendo atrás dela, e começa uma equipe de dois para salvar a vida de Oliver. Como Oliver paira entre a vida e a morte, ele relembra um evento na ilha - uma tentativa de fuga ousada de seu novo amigo Slade Wilson. |              |                                                                          |                 |                                                                                                  |                         |                     |
| 15 | 15           | "Dodger" "(Habilidoso)" (BR)                                             | Eagle Egilsson  | Beth Schwartz                                                                                    | 20 de fevereiro de 2013 | 3.15                |
| Felicity diz a Oliver que ele só trabalha e não se diverte, então ele chama a detetive McKenna Hall para um encontro. Um ladrão de jóias chamado Dodger chega a Starling City e tem como alvo alguém muito próximo de Oliver. Enquanto isso, ao trabalhar com Laurel, Thea recebe a bolsa roubada por um ladrão muito rápido chamado de Roy Harper. Moira faz um movimento contra Malcolm. |              |                                                                          |                 |                                                                                                  |                         |                     |
| 16 | 16           | "Dead to Rights" "(No Flagra)" (BR)                                      | Glen Winter     | Geoff Johns                                                                                      | 27 de fevereiro de 2013 | 3.17                |
| Oliver e Diggle descobrem que o Pistoleiro ainda está vivo e seu próximo alvo é Malclom. Malcolm convida Tommy para participar de um evento para horar Malcolm por seu trabalho com Starling City, mas Tommy se recusa a participar. Oliver incentiva o amigo a consertar seu relacionamento com seu pai, quando ele puder. Enquanto isso, Oliver luta para equilibrar seu novo relacionamento com McKenna Hall e seus deveres como Arqueiro. |              |                                                                          |                 |                                                                                                  |                         |                     |
| 17 | 17           | "The Huntress Returns" "(A Caçadora Retorna)" (BR)                       | Guy Bee         | Jake Coburn & Lana Cho                                                                           | 20 de março de 2013     | 3.02                |
| Com sua boate preparando para abrir a seu novo romance com McKenna Hall, Oliver fica muito feliz desde que voltou á Starling City. Mas quando a ex de Oliver, Caçadora, de repente retorna à cidade, ela ameaça destruir tudo e todos com que ele se preocupa. Enquanto isso, Laurel e seu pai luta com o retorno de Dinah Lance, que afirma que ela tem a prova de que Sara ainda está viva. Thea oferece á Roy Harper um emprego no clube de Oliver, mas ele não é fica muito oferecido a parar a sua vida no crime. Oliver e Tommy ficam felizes que eles foram capazes de obter Steve Aoki para ir na abertura de sua nova casa noturna, Verdant. |              |                                                                          |                 |                                                                                                  |                         |                     |
| 18 | 18           | "Salvation" "(Salvação)" (BR)                                            | Nick Copus      | Drew Z. Greenberg & Wendy Mericle                                                                | 27 de março de 2013     | 2.65                |
| Um morador bravo dos Glades que se chama de "Salvador" embarca em uma onda de sequestro e assassinato para punir aqueles que ele acredita ter prejudicado os moradores de seu bairro. Para piorar as coisas, ele transmite esses assassinatos online e afirma que ele se inspirou no "vigilantismo" do arqueiro. Oliver está horrorizado com esta declaração e promete parar o "Salvador", mas sua caça á esse homem se intensificou após Thea vira ele em prantos dizendo que Roy foi sequestrado. Laurel é surpreendida quando seu pai começa a acreditar na reivindicação de sua mãe que Sara ainda está viva. Enquanto isso, Malcolm diz a Moira para encontrar a pessoa responsável pela tentativa de seu assassinato.                                                                                  |              |                                                                          |                 |                                                                                                  |                         |                     |
| 19 | 19           | "Unfinished Business" "(Negócios Inacabados)" (BR)                       | Michael Offer   | Bryan Q. Miller & Lindsey Allen                                                                  | 3 de abril de 2013      | 2.92                |
| Quando uma mulher jovem é encontrada morta após a festa no Verdant, Detetive Lance e seu novo parceiro, o detetive Hilton informa a Oliver e Tommy que ela estava com Vertigo. Oliver imediatamente faz uma visita à instituição mental onde o Conde está preso, mas acha que ele não está em condições de lidar com drogas. No entanto, quando o Conde escapa e Starling City é inundada com ainda mais violência relacionadas ao Vertigo, Oliver e Diggle criam a missão de encontrá-lo. Depois do Detetive Lance descobrir evidências incriminatórias contra ele, Tommy tenta limpar seu nome, e as consequências de suas ações leva Tommy por um caminho novo e inesperado. Em um flashback na ilha, Oliver recorda as lições que ele aprendeu com Slade e Shado.                                        |              |                                                                          |                 |                                                                                                  |                         |                     |
| 20 | 20           | "Home Invasion" "(Invasão de Domicílio)" (BR)                            | Ken Fink        | Ben Sokolowski & Beth Schwartz                                                                   | 24 de abril de 2013     | 3.10                |
| O Pistoleiro retorna à Starling City depois de matar um embaixador dos EUA e outros seis no exterior. Ao tentar manter o controle sobre a caçada do assassino, Oliver, Diggle, e Felicity descobrem que uma operação policial para capturar o Pistoleiro ainda vivo está em andamento. Mas Diggle fica determinado em ver o assassino de seu irmão morto, com ou sem ajuda de Oliver. Enquanto isso, Laurel toma medidas drásticas para proteger uma testemunha jovem, o que causa um atrito entre Tommy e Oliver. Mais tarde, Roy Harper segue todas as pistas possíveis para encontrar o seu herói, mas colide contra o detetive Lance no caminho. De volta à ilha, Oliver lembra como Shado o ajudou a ganhar confiança no arco e flecha e atingiu um alvo pela primeira vez.                             |              |                                                                          |                 |                                                                                                  |                         |                     |
| 21 | 21           | "The Undertaking" "(A Empresa)" (BR)                                     | Michael Shultz  | Jake Coburn & Lana Cho                                                                           | 1 de maio de 2013       | 2.89                |
| Encontrando dificuldades para fazer as pazes com Tommy e Diggle, Oliver se concentra em outro nome fora da lista. Enquanto investiga em seu laptop, Felicity descobre uma transação que poderia ajudar Oliver a encontrar Walter. Para confirmar a liderança, Oliver conta com Felicity para uma missão no campo pela primeira vez. Em um flashback, Malcolm revela a Robert Queen e Chen Frank dolorosos detalhes que cercam o assassinato de sua esposa, e como formou seus planos para os Glades. Enquanto isso, Tommy surpreende Laurel com a verdade. |              |                                                                          |                 |                                                                                                  |                         |                     |
| 22 | 22           | "Darkness on the Edge of Town" "(Escuridão na Fronteira da Cidade)" (BR) | John Behring    | Drew Z. Greenberg & Wendy Mericle                                                                | 8 de maio de 2013       | 2.62                |
| Com sua empresa nos seus últimos dias, Malcolm veste seu capuz preto para concluir um negócio com o sismólogo Dr. Brion Markov e sua equipe. Oliver e Moira tentam entreter um monte de visitantes surpresas, e principalmente indesejáveis. Um confronto entre os encapuzados revela segredos obscuros. Enquanto isso, Roy e Thea ainda estão procurando pelo herói que salvou Roy. Laurel toma uma decisão depois da revelação de Tommy. Em um flashback na ilha, Oliver, Slade e Shado lutam para evitar que Fyers atire num jato da Air Ferris. |              |                                                                          |                 |                                                                                                  |                         |                     |
| 23 | 23           | "Sacrifice" "(Sacrifício)" (BR)                                          | David Barrett   | História por : Greg Berlanti Roteiro por : Marc Guggenheim & Andrew Kreisberg                    | 15 de maio de 2013      | 2.77                |
| Oliver e Diggle correm para parar o Arqueiro Negro de liberar sua vingança nos Glades. No entanto, eles se deparam com um obstáculo após o detetive Lance pegar Felicity para um interrogatório. Tommy e Oliver que já estão num relacionamento tumultuoso, fica pior depois de Oliver fazer uma confissão sobre Laurel. Depois de ouvir sobre o perigo nos Glades, Thea corre para encontrar Roy, inadvertidamente colocando-se diretamente na linha de fogo para o plano diabólico de Malcolm. Na ilha, Oliver, Slade e Shado estão em uma luta de vida ou morte contra Fyers que está com seus mísseis apontados para os aviões da Air Ferris. |              |                                                                          |                 |                                                                                                  |                         |                     |

## Produção
Em 12 de janeiro de 2012, a The CW estava preparando uma nova série centrada em torno do personagem Arqueiro Verde, desenvolvida por Andrew Kreisberg, Greg Berlanti e Marc Guggenheim. Uma semana depois, a série, agora conhecida como Arrow, foi ordenada para um piloto, que foi dirigida por David Nutter, que também dirigiu o piloto para Smallville, uma série que segue Clark Kent em sua jornada para se tornar Superman. No final do mês, Stephen Amell foi escalado para o papel titular de Oliver Queen. Ao desenvolver a série, o produtor Marc Guggenheim expressou que a equipe criativa queria "traçar [seu] próprio curso, [seu] próprio destino" e evitar quaisquer conexões diretas com Smallville, que apresentava seu próprio Arqueiro Verde / Oliver Queen (Justin Hartley), optando por escalar um novo ator para o papel de Oliver Queen. Ao contrário de Smallville, a série não apresenta inicialmente heróis e vilões superpoderosos. Em vez disso, o criativo ainda se inspirou em Smallville, já que um dos principais temas de Arrow era "olhar para a humanidade" de Oliver Queen, como Smallville havia feito com Clark Kent. A decisão de não incluir superpoderes foi, em parte, baseada no desejo dos executivos de ter uma visão realista dos personagens deste universo. A série teve uma temporada completa em 22 de outubro de 2012.

"Acho que a ideia é - não o tempo todo e não com uma regularidade definida - mas acho que é fundamental explorar como ele se afastou da pessoa que era quando deixou a ilha - o que é extremamente diferente: ele é mimado , ele tem direito, ele é um pouco idiota - e ele sai disso de uma forma muito, muito diferente. Então, vamos explorar como ele chega lá."

—Stephen Amell sobre o uso de histórias em flashbacks.
A série desenvolve triângulos de relacionamento: alguns triângulos amorosos, outros projetados para capturar personagens em "debates filosóficos". Kreisberg dá um exemplo: "Todas as semanas, Oliver enfrentará um bandido, mas a verdade é que seu verdadeiro inimigo é o detetive Lance, que está tentando levá-lo à justiça. [...] Sua filha vai ser pega no meio, porque ela ama e respeita seu pai, e ela sempre acreditou no que ele acreditava, mas ao mesmo tempo, ela vai ver essa lenda urbana sombria por aí que está fazendo muito bem; o tipo de bem que ela quer estar desempenhando seu papel como advogada de assistência legal." Aprendendo com experiências anteriores de trabalho na televisão, os produtores trabalharam desde o início na identificação dos principais arcos da história para a série, especificamente a primeira temporada, incluindo "mapeamento" como realizá-los. Inspirando-se na série de filmes do Batman de Christopher Nolan, a equipe criativa decidiu "colocar tudo para fora" e "não se conter" de episódio em episódio.
A equipe se esforça para incluir vários personagens da DC Comics e aspectos do universo DC. Guggenheim citou o Big Belly Burger, uma franquia de restaurantes introduzida nos quadrinhos do Superman, que aparece no terceiro episódio de Arrow em diante. Kreisberg disse: "Existem tantos personagens no Universo DC que não tiveram o que merecem na TV e no cinema. Estamos muito animados para entrar na lista [dos quadrinhos da DC] e pegar alguns desses personagens menos conhecidos que são amado pelos fãs, e faça nossa interpretação dos personagens."

### Escolha do elenco
Em 31 de janeiro de 2012, Stephen Amell se tornou o primeiro ator a ser escalado, tendo aparecido anteriormente em outros dramas da The CW, como The Vampire Diaries e 90210. A reação dos fãs a escalação de Amell foi mista, com muitos fãs querendo que Justin Hartley repetisse seu papel de Smallville. Amell foi um dos primeiros atores a fazer o teste para o papel de Oliver Queen, e Kreisberg sentiu que "acertou o alvo desde o início" e "todos os outros empalideceram em comparação". O roteiro do piloto de Arrow foi o primeiro para o qual Amell fez um teste durante a temporada de pilotos, tendo recebido vários roteiros no início do ano. O produtor Marc Guggenheim expressou que a equipe criativa queria "traçar [seu] próprio curso, [seu] próprio destino" e evitar qualquer conexão direta com Smallville, que apresentava seu próprio Arqueiro Verde / Oliver Queen, retratado por Hartley. Em vez disso, eles optaram por escalar um novo ator para o papel titular. Amell, que já estava em forma com o Rent-a-Goalie, fez treinamento físico na Tempest Freerunning Academy em Reseda, Califórnia. Ele também recebeu treinamento de arco e flecha, que incluiu assistir a um vídeo sobre como o arco e flecha era exibido de maneira imprecisa ou inadequada na televisão e no cinema, antes de aprender os fundamentos do tiro.Para Amell, o apelo de retratar a Rainha era que ele viu vários papéis ligados ao mesmo personagem: "Há Queen, o playboy casual; Queen, o herói ferido; Queen, o taciturno Hamlet; Queen, a amante; Queen, o homem de ação e assim por diante."

Amy Brenneman fez questão de realmente ser amiga de mim antes de começarmos a filmar [Private Practice] [...] Fiquei realmente impressionado com a forma como ela se conectou com eu, pessoa a pessoa, antes de tentarmos nos conectar, ator a ator. Então, eu fiz questão de fazer isso [com Arrow lançada] [...] Eu acho que você pode ver que [acertamos] [...] Se você tiver que colocar sua mão no ombro de alguém, se você já fez isso antes, fica mais fácil de fazer. Às vezes é imperceptível, mas acho que é o que leva as coisas de boas para ótimas, ou de 2D para 3D.

Entrevista de Amell com Collider
Uma semana depois, David Ramsey foi escalado como o personagem original John Diggle, em homenagem ao escritor do Arqueiro Verde: Ano Um, Andy Diggle.Felicity Smoak Ramsey gostou do fato de não ter que se preocupar em combinar os quadrinhos. Isso permitiu que ele "simplesmente pegasse [seu personagem] e corresse com ele". Em 14 de fevereiro de 2012, Susanna Thompson foi escalada para o papel de Moira Queen. No dia seguinte, Katie Cassidy e Willa Holland foram anunciadas para interpretar Laurel Lance e Thea Queen, respectivamente. Laurel Lance é uma advogada e ex-namorada de Oliver, em homenagem a Dinah Laurel Lance, que "pode ou não acabar sendo a Canário Negro com o tempo". Cassidy disse que foi atraída para o show por Berlanti, Nutter, Kreisberg e Guggenheim, que ela chamou de inteligente, criativo e nervoso. O personagem de Holland é descrito como "a irmã mais nova celebutante de Oliver que está testando os limites do comportamento aceitável". Ela é parcialmente baseada na personagem Mia Dearden, compartilhando seu nome do meio, usando Mia como um pseudônimo na 3ª temporada e pegando o codinome "Speedy" no final da 3ª temporada. Subsequentemente. Brian Markinson foi escalado como o vilão convidado Adam Hunt, descrito como "Hunt é um empresário corrupto que está roubando algumas pessoas - comportamento que chamou a atenção de Dinah Laurel Lance e sua empresa CNRI". Em 21 de fevereiro de 2012, Colin Donnell foi escalado como Tommy Merlyn, em homenagem ao arquiinimigo do Arqueiro Verde, Merlyn. Ele é descrito como "o melhor amigo de Oliver, um playboy“ trustafarian ”que assume que os bons tempos vão rolar novamente agora que Oliver voltou, apenas para descobrir que Oliver é um homem mudado". Em 2 de março de 2012, Paul Blackthorne e Jamey Sheridan foram escalados como Quentin Lance e Robert Queen, os pais de Laurel e Oliver respectivamente, com Blackthorne sendo o último membro regular do elenco a ser escalado. Jacqueline MacInnes Wood foi escalada como Sara Lance, irmã de Laurel, para o piloto. No entanto, quando o personagem retornou na segunda temporada, Wood foi substituído por Caity Lotz. Em agosto, foi anunciado que John Barrowman se juntaria à série em um papel recorrente não especificado. No mesmo mês, Emily Bett Rickards foi escalada para o papel de Felicity Smoak inicialmente como uma estrela convidada, mas foi confirmada como parte do elenco regular na série em janeiro de 2013.

### Design
"Arrow, nós realmente o queríamos urbano e sexy, e você quase poderia usar o traje na rua e ficaria legal no mundo de hoje. Esse era um grande objetivo com Arrow e a forma como a história foi montada com seu personagem."

Costume Designer Colleen Atwood
A abordagem realista para a série incluiu o figurino para o vigilante persona de Oliver, criado por Colleen Atwood. Segundo Amell, era importante que o traje fosse funcional, e a melhor maneira que ele conheceu para isso foi se ele pudesse vestir o traje sozinho: "Se eu puder vestir sozinho, acho que as pessoas vão comprar E essa foi a nossa ideia. Esse é o nosso mundo. Minhas botas são na verdade Nike Frees, o que é bem legal. É de couro, é justo e é agressivo, mas posso me mover nele. As pessoas vão gostar." David Nutter, o diretor do episódio piloto, disse que "Estamos criando um mundo real e crível no qual Oliver Queen pode fazer coisas incríveis. O excelente trabalho de Colleen Atwood no traje de Arrow reflete esse esforço."

### Filmagens
A produção do piloto começou em março de 2012 em Vancouver, Columbia Britânica, Canadá. A série apresenta dois cronogramas distintos, o que requer um planejamento mais específico na programação de filmagens. As filmagens dos flashbacks da ilha acontecem na área do Parque Whytecliff de Vancouver, perto de casas à beira-mar. A equipe de produção tem a tarefa de manter os edifícios fora do enquadramento da câmera. Além disso, o produtor Marc Guggenheim considera o processo árduo: "Stephen [Amell] precisa usar uma peruca e seu visual precisa ser mudado ... há muito. Na verdade, é incrivelmente ambicioso fazer esses flashbacks todas as semanas, todos os episódios. Porque, como Andrew [Kreisberg] disse, é quase como se fosse seu próprio show." O Castelo de Hatley, localizado na Royal Roads University foi usado para tomadas externas da mansão da família Queen. O castelo de Hatley já havia sido usado como a casa ancestral dos Luthor em Smallville. O Terminal City Ironworks Complex de Vancouver funciona como o exterior da Queen Industrial, Inc, na qual Oliver configura seu esconderijo e, mais tarde, seu clube Verdant. Também foi usado em várias outras ocasiões, como o armazém em que Oliver e Tommy são sequestrados no episódio piloto, ou a base de operações da Tríade Chinesa no episódio 108 "Vendetta".
As filmagens para o resto da temporada começaram em 18 de julho de 2012 e terminaram em 18 de abril de 2013.

### Música
Para compor a trilha de Arrow, o produtor executivo Greg Berlanti convidou Blake Neely, com quem ele havia trabalhado pela primeira vez em Everwood, Neely criou uma trilha que combinava pistas eletrônicas e orquestrais, variando entre temas de ação e românticos. Berlanti disse a Neely que a série seria sombria e a música também. Depois de ler o roteiro do piloto, Neely foi embora para começar a compor por conta própria. De acordo com Neely, "Claro, Oliver tem seu tema principal, mas também subtemas para as muitas camadas de seu personagem. Ele e Laurel têm um tema de amor. Mamãe tinha um tema para o empreendimento. Todos os bandidos têm temas, que Fico triste para mim quando um deles morre. Por isso, tento não me apegar a temas de bandidos. Diggle tem um tema. Até a própria Ilha tem um tema." A trilha sonora foi lançada em 17 de setembro de 2013.
Todas as faixas escritas e compostas por Blake Neely. 
| Lista de faixas de Arrow – Original Television Soundtrack: Season 1 |                                                  |         |  |
| N.º                                                                 | Título                                           | Duração |  |
| 1.                                                                  | "Five Years"                                     | 1:54    |  |
| 2.                                                                  | "Returning Home / Scars"                         | 2:53    |  |
| 3.                                                                  | "City in Ruin"                                   | 1:20    |  |
| 4.                                                                  | "Setting Up the Lair"                            | 2:27    |  |
| 5.                                                                  | "Loss and Regrets"                               | 2:38    |  |
| 6.                                                                  | "On the List"                                    | 1:40    |  |
| 7.                                                                  | "Vigilante Justice"                              | 2:10    |  |
| 8.                                                                  | "Honor Thy Father"                               | 1:45    |  |
| 9.                                                                  | "Inhospitable Island / Deathstroke"              | 2:09    |  |
| 10.                                                                 | "I Forgot Who I Was"                             | 4:00    |  |
| 11.                                                                 | "Train and Hunt"                                 | 2:38    |  |
| 12.                                                                 | "Betrayed By Those You Love"                     | 1:51    |  |
| 13.                                                                 | "Chasing the Hood"                               | 2:27    |  |
| 14.                                                                 | "Damaged"                                        | 1:39    |  |
| 15.                                                                 | "The Dark Archer / It Is I Who Failed This City" | 3:31    |  |
| 16.                                                                 | "Working Together But Alone"                     | 1:53    |  |
| 17.                                                                 | "The Count"                                      | 2:02    |  |
| 18.                                                                 | "Friends in Arms"                                | 2:36    |  |
| 19.                                                                 | "Trust But Verify"                               | 2:37    |  |
| 20.                                                                 | "Join Us"                                        | 1:55    |  |
| 21.                                                                 | "Trusting a Friend, Saving an Enemy"             | 1:57    |  |
| 22.                                                                 | "Sins of the Father"                             | 1:27    |  |
| 23.                                                                 | "I Can't Lose You Twice"                         | 3:17    |  |
| 24.                                                                 | "Search for Salvation"                           | 3:29    |  |
| 25.                                                                 | "Shado Sees an Emerging Hero"                    | 1:57    |  |
| 26.                                                                 | "Unfinished Business / Saving Walter"            | 2:29    |  |
| 27.                                                                 | "A Way Off the Island"                           | 2:15    |  |
| 28.                                                                 | "Sacrifice"                                      | 4:52    |  |
| 29.                                                                 | "Oliver Queen Suite"                             | 9:47    |  |
| Duração total:                                                      | Duração total:                                   | 1:17:35 |  |

## Lançamento

### Exibição
A temporada começou a ser exibida nos Estados Unidos na The CW em 10 de outubro de 2012 e completou sua exibição de 23 episódios em 5 de maio de 2013.

### Mídia doméstica
Arrow: A 1ª temporada foi lançada como um conjunto de 5 discos de DVD e um pacote combinado de 9 discos Blu-ray e DVD em 17 de setembro de 2013 nos Estados Unidos e 23 de setembro de 2013 no Reino Unido. Os conjuntos de DVD e Blu-ray box contêm recursos adicionais, incluindo making-of, cenas excluídas, gag reel e destaques do Paley Fest 2012.

## Recepção

### Resposta Crítica
A primeira temporada recebeu críticas favoráveis, O Metacritic, que usa uma média ponderada, atribuiu uma pontuação de 73/100 com base em comentários de 25 críticos, tornando-o o programa da The CW com maior classificação em cinco anos. A avaliação do site Rotten Tomatoes deu para a série um índice de 85% de aprovação dos críticos, baseado em 36 comentários. O consenso do site disse: "A The CW acerta o alvo com Arrow, uma série inspirada em quadrinhos que se beneficia de sequências de ação cinematográfica, trama forte e personagens intrigantes."
Mary McNamara do Los Angeles Times chamou a série de uma configuração interessante com um visual de qualidade, descrevendo Amell como "um garoto-propaganda (sem dúvida literalmente) do set de Katniss Everdeen." Brian Lowry da Variety descreveu a série como " belo, mas rígido substituto do Batman que poderia se beneficiar de uma execução mais nítida." Ao revisar o episódio final da primeira temporada, Alasdair Wilkins do The AV Club deu a temporada como um todo uma classificação de B +, observando que o programa "ainda não descobriu tudo, mas teve alguns episódios de destaque".

### Audiência
O episódio de estreia de Arrow atraiu 4,14 milhões de telespectadores, tornando-se o programa mais assistido da The CW em qualquer noite em três anos, e a série mais assistida da The CW desde The Vampire Diaries em 2009. Em seu segundo episódio, Arrow se tornou o único novo drama da rede na temporada de 2012–13 para manter suas classificações em adultos de 18–34 e adultos de 18–49 desde sua estreia até sua segunda semana. A primeira temporada terminou como o 130º programa classificado, com uma audiência média de 3,68 milhões. Na Austrália, a estreia recebeu 1,32 milhão de telespectadores, tornando-se a terceira transmissão mais assistida na rede naquela noite. A transmissão do Reino Unido foi a transmissão com maior audiência da semana no Sky 1, com 1,85 milhão de telespectadores. No Canadá, o primeiro episódio teve 1,32 milhão de telespectadores, tornando-se a quarta exibição mais assistida da noite e a vigésima terceira da semana.
| №  | Título                         | Exibição original       | Rating/share (18–49) | Audiência (em milhões) | DVR (18–49) | Audiência em DVR (milhões) | Total (18–49) | Audiência total (em milhões) |
| -- | ------------------------------ | ----------------------- | -------------------- | ---------------------- | ----------- | -------------------------- | ------------- | ---------------------------- |
| 1  | "Pilot"                        | 10 de outubro de 2012   | 1.3                  | 4.14                   | 0.4         | 0.88                       | 1.7           | 5.02                         |
| 2  | "Honor Thy Father"             | 17 de outubro de 2012   | 1.3                  | 3.55                   | N/A         | N/A                        | N/A           | N/A                          |
| 3  | "Lone Gunmen"                  | 24 de outubro de 2012   | 1.1                  | 3.51                   | N/A         | N/A                        | N/A           | N/A                          |
| 4  | "An Innocent Man"              | 31 de outubro de 2012   | 1.0/3                | 3.05                   | 0.5         | N/A                        | 1.5           | N/A                          |
| 5  | "Damaged"                      | 7 de novembro de 2012   | 1.3/4                | 3.75                   | N/A         | N/A                        | N/A           | N/A                          |
| 6  | "Legacies"                     | 14 de novembro de 2012  | 1.2/3                | 3.83                   | N/A         | N/A                        | N/A           | N/A                          |
| 7  | "Muse of Fire"                 | 28 de novembro de 2012  | 1.3/4                | 3.74                   | N/A         | N/A                        | N/A           | N/A                          |
| 8  | "Vendetta"                     | 5 de dezembro de 2012   | 1.1/3                | 3.35                   | N/A         | N/A                        | N/A           | N/A                          |
| 9  | "Year's End"                   | 12 de dezembro de 2012  | 1.0/3                | 3.11                   | 0.5         | N/A                        | 1.5           | N/A                          |
| 10 | "Burned"                       | 16 de janeiro de 2013   | 1.1/3                | 3.06                   | 0.5         | N/A                        | 1.6           | N/A                          |
| 11 | "Trust But Verify"             | 23 de janeiro de 2013   | 1.1/3                | 3.14                   | N/A         | N/A                        | N/A           | N/A                          |
| 12 | "Vertigo"                      | 30 de janeiro de 2013   | 0.9/3                | 2.97                   | 0.5         | 1.30                       | 1.4           | 4.28                         |
| 13 | "Betrayal"                     | 6 de fevereiro de 2013  | 1.0/3                | 2.96                   | 0.5         | N/A                        | 1.5           | N/A                          |
| 14 | "The Odyssey"                  | 13 de fevereiro de 2013 | 1.1/3                | 3.29                   | N/A         | N/A                        | N/A           | N/A                          |
| 15 | "Dodger"                       | 20 de fevereiro de 2013 | 0.9/3                | 3.15                   | 0.5         | N/A                        | 1.4           | N/A                          |
| 16 | "Dead to Rights"               | 27 de fevereiro de 2013 | 1.0/3                | 3.17                   | N/A         | N/A                        | N/A           | N/A                          |
| 17 | "The Huntress Returns"         | 20 de março de 2013     | 1.0/3                | 3.02                   | N/A         | N/A                        | N/A           | N/A                          |
| 18 | "Salvation"                    | 27 de março de 2013     | 0.9/3                | 2.65                   | 0.5         | N/A                        | 1.4           | N/A                          |
| 19 | "Unfinished Business"          | 3 de abril de 2013      | 0.9/3                | 2.92                   | 0.4         | N/A                        | 1.3           | N/A                          |
| 20 | "Home Invasion"                | 24 de abril de 2013     | 1.0/3                | 3.10                   | 0.5         | N/A                        | 1.5           | N/A                          |
| 21 | "The Undertaking"              | 1 de maio de 2013       | 0.9/3                | 2.89                   | N/A         | N/A                        | N/A           | N/A                          |
| 22 | "Darkness on the Edge of Town" | 8 de maio de 2013       | 0.9/3                | 2.62                   | N/A         | N/A                        | N/A           | N/A                          |
| 23 | "Sacrifice"                    | 15 de maio de 2013      | 0.9/3                | 2.77                   | 0.4         | N/A                        | 1.3           | N/A                          |

### Prêmios e indicações
| Ano  | Prêmio                                    | Categoria                                          | Nomeado(s) | Resultado | Ref.   |
| ---- | ----------------------------------------- | -------------------------------------------------- | --- | --------- | ------ |
| 2012 | IGN Awards                                | Best TV Hero                                       | Oliver Queen (Stephen Amell) | Indicado  | [ 81 ] |
| 2012 | Satellite Awards                          | Satellite Award for Best Television Series – Genre | Arrow | Indicado  | [ 82 ] |
| 2013 | Broadcast Music, Inc.                     | BMI Television Music Awards                        | Blake Neely | Venceu    | [ 83 ] |
| 2013 | Canadian Society of Cinematography Awards | TV Drama Cinematography                            | Glen Winter ("Pilot") | Venceu    | [ 84 ] |
| 2013 | Canadian Society of Cinematography Awards | TV Series Cinematography                           | Glen Winter ("Vendetta") | Indicado  | [ 84 ] |
| 2013 | Leo Awards                                | Best Casting Dramatic Series                       | Coreen Mayrs, Heike Brandstatter ("An Innocent Man") | Indicado  | [ 85 ] |
| 2013 | Leo Awards                                | Best Cinematography Dramatic Series                | Gordon Verheul ("Lone Gunmen") | Indicado  | [ 85 ] |
| 2013 | Leo Awards                                | Best Cinematography Dramatic Series                | Glen Winter ("Pilot") | Venceu    | [ 85 ] |
| 2013 | Leo Awards                                | Best Dramatic Series                               | Joseph Patrick Finn, Greg Berlanti, Marc Guggenheim, Andrew Kreisberg, Melissa Kellner Berman, Drew Greenberg, Jennifer Lence, Wendy Mericle, Carl Ogawa | Indicado  | [ 85 ] |
| 2013 | Leo Awards                                | Best Production Design Dramatic Series             | Richard Hudolin ("Pilot") | Venceu    | [ 85 ] |
| 2013 | Leo Awards                                | Best Stunt Coordination Dramatic Series            | J. J. Makaro ("Pilot") | Venceu    | [ 85 ] |
| 2013 | Leo Awards                                | Best Stunt Coordination Dramatic Series            | J. J. Makaro ("Vertigo") | Indicado  | [ 85 ] |
| 2013 | Leo Awards                                | Best Visual Effects Dramatic Series                | Jean-Luc Dinsdale, Pauline Burns, Andrew Orloff, Dave Gauthier ("Burned")                                                                                | Venceu    | [ 85 ] |
| 2013 | NewNowNext Awards                         | Best New Indulgence                                | Arrow | Indicado  | [ 86 ] |
| 2013 | NewNowNext Awards                         | Cause You're Hot                                   | Stephen Amell | Indicado  | [ 86 ] |
| 2013 | People's Choice Awards                    | Favorite New TV Drama                              | Arrow | Indicado  | [ 87 ] |
| 2013 | Saturn Awards                             | Best Youth-Oriented Series on Television           | Arrow | Indicado  | [ 88 ] |
| 2013 | Teen Choice Awards                        | Choice Breakout TV Show                            | Arrow | Indicado  | [ 89 ] |
| 2013 | Teen Choice Awards                        | Choice Breakout TV Star                            | Stephen Amell | Indicado  | [ 89 ] |
| 2013 | Teen Choice Awards                        | Choice Sci-Fi/Fantasy TV Actor                     | Stephen Amell | Indicado  | [ 89 ] |
| 2013 | Teen Choice Awards                        | Choice Sci-Fi/Fantasy TV Actress                   | Katie Cassidy | Indicado  | [ 89 ] |
| 2013 | Teen Choice Awards                        | Choice Sci-Fi/Fantasy TV Show                      | Arrow | Indicado  | [ 89 ] |
| 2013 | UBCP/ACTRA Awards                         | Best Newcomer                                      | Emily Bett Rickards | Indicado  | [ 90 ] |